# تیم شی (ورزشکار)
تیم شی (انگلیسی: Tim Sheehy؛ زادهٔ september ۳, ۱۹۴۸ (۷۶ سال)) ورزشکار هاکی روی یخ اهل کانادا است.
وی در مسابقات کشوری و بین‌المللی در مجموع برندهٔ ۱ مدال نقره شده‌است.